# Кіара Адвані
Алія Адвані (нар. 31 липня 1992), професійно відома як Кіара Адвані ( [kɪˈjaːra əɽˈʋaːɳi]) — індійська актриса, яка переважно працює у фільмах на хінді. Після свого дебюту у фільмі « Фуглі» (2014) вона зіграла реального персонажа Сакші Рават, менеджера готелю та дружини крикету М. С. Доні, у критично та комерційно успішному спортивному біографічному фільмі Неерадж Панді «Нерозказана історія» (2016).
Вона отримала визнання критиків за свою роль у антологічному фільмі Netflix Lust Stories (2018). Вона досягла подальших успіхів, зігравши у таких фільмах, як телугу політичний трилер « Бхарат Ане Нену» (2018), романс на хінді « Кабір Сінгх» (2019), « Гарна новинка» (2019), « Лаксмія» (2020), « Шершаах» (2021).

## Раннє життя та походження
Кіара народилася у Джагдіп Адвані, у сім'ї індуїстського бізнесмена з Синді та Женев'єви Джафрі, вчительки, батько якої був мусульманином із Лакхнау, а мати була християнкою шотландського, ірландського, португальського та іспанського походження; і мала хрещену маму бенгальської мови. Народившись як Алія Адвані, вона змінила своє ім'я на Кіара до виходу свого першого фільму, Fugly, у 2014 році. Вона заявила, що пропозиція змінити своє ім'я з Алія на Кіара належала Салману Хану, оскільки Алія Бхатт була її сучасницею. В інтерв'ю Filmfare в 2019 році, вона заявила, що це ім'я вона взяла, надихнувшись персонажем Пріянки Чопри, Кіарою, у фільмі Незнайомець і незнайомка. Адвані є старшою сестрою у сім'ї з двої дітей. Вона також пов'язана з кількома знаменитостями через свою материнську родину. Актори Ашок Кумар і Саїд Джефрі — її вітчим-прадідусь і дядько відповідно, тоді як модель Шахін Джефрі — її тітка. Мачуха її матері Женевієва Адвані-Бхарті Гангулі, дочка Ашока Кумара.

## Кар'єра

### Початок кар'єри хінді та телугу (2014—2018)

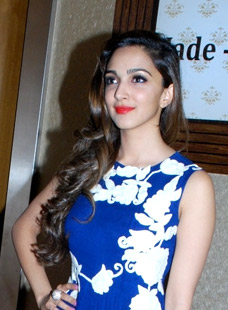
Адвані просуває Fugly у 2014 році

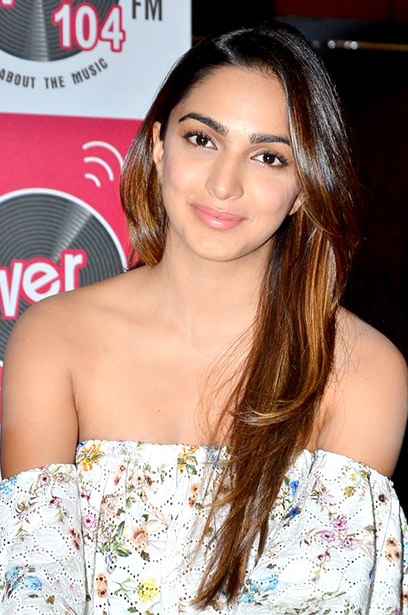
Адвані у 2016 році

Кіара дебютувала в Боллівуд у комедії Кабіра Садананда «Fugly», у якій також був акторський ансамбль з Могіт Марв, Арфі Ламбо, Віджендером Сингхом і Джиммі Шергіль . Таран Адарш з Боллівуду Хунгама сказав: «Кіара Адвані ловить вас, поки ви цього не підозрюєте» і має «поєднання хорошої зовнішності та таланту». Мехул С Тхаккар з Деканівських Хронік відзначив її виступ як «дуже вражаючий» і сказав, що акторка «багатообіцяюча».